# Сан Салваро (Падова)
Сан Салваро је насеље у Италији у округу Падова, региону Венето.
Према процени из 2011. у насељу је живело 160 становника. Насеље се налази на надморској висини од 12 м.